# Heinrich Lantz
Heinrich Viktor Lantz (* 2. Dezember 1820; † 27. April 1901 in Rom) war ein deutscher Rittergutsbesitzer und Parlamentarier.

## Leben

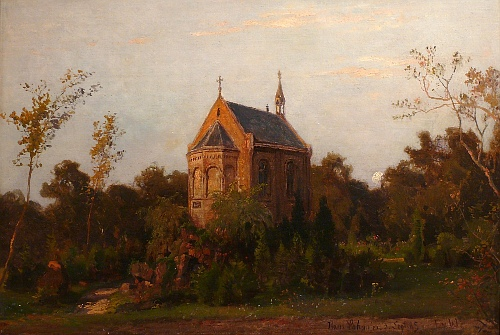
Kapelle im Lantz’schen Park, Fritz von Wille (1885)

Heinrich Lantz, Sohn des Johann Ludwig Lantz (1799–1823) und der Isabelle Lantz geb. Lenders (1800–1873), studierte ab 1840 an der Rheinischen Friedrich-Wilhelms-Universität Rechtswissenschaft. 1842 wurde er im Corps Palatia Bonn recipiert. Nach dem Studium lebte er als Gutsbesitzer auf dem Familienanwesen „Haus Lohausen“, heute Lantz’scher Park in Düsseldorf-Lohausen bei Kaiserswerth.
Von 1855 bis 1858 saß Lantz als Abgeordneter des Wahlkreises Düsseldorf 7 im Preußischen Abgeordnetenhaus. Er gehörte der katholischen Fraktion an.
Verheiratet war Lantz mit Mathilde geb. Ulrich von Bredelar (1834–1878), die im Alter von 44 Jahren verstorben war, und ihm zwei Kinder Theodor (1859–1908) und Isabella hinterließ. Ihr zu Ehren ließ er im Park eine Kapelle mit Familiengruft erbauen. Zuletzt lebte er in München.